# 伊瑪目村 (吉蘭省)
伊瑪目村（波斯語：امام），是伊朗吉兰省阿姆拉什县兰库区索馬姆鄉的一个村。2006年人口普查顯示該村人口为122人，分佈在51个家庭中。